# مینسک مازوویتسکی
مینسک مازوویتسکی (به لاتین: Mińsk Mazowiecki) یک منطقهٔ مسکونی در لهستان است که در شهرستان مینسک واقع شده‌است. مینسک مازوویتسکی ۱۳٫۱۲ کیلومتر مربع مساحت و ۴۰٬۲۱۱ نفر جمعیت دارد و ۱۴۷ متر بالاتر از سطح دریا واقع شده‌است.

## خواهرخوانده
شهر کرنو خواهرخواندهٔ مینسک مازوویتسکی هست.